# Saint-Jean-de-Minervois
Saint-Jean-de-Minervois è un comune francese di 141 abitanti situato nel dipartimento dell'Hérault nella regione dell'Occitania.

## Società

### Evoluzione demografica
Abitanti censiti